# 人民广场街道 (上海市)
人民广场街道，是中华人民共和国原上海市黄浦区下属的一个街道，面积1.28平方公里，人口30,368人（2005年）。街道办事处驻大沽路123号。已于2007年撤销，并入南京东路街道。由于人民广场地区以及上海市人民政府位于本街道内，使得本街道成为上海市政治中心之一。

## 历史沿革
1988年8月，撤销牯岭路、龙门路2个街道，设立人民广场街道，以人民广场命名。辖区东起西藏中路、西藏南路，与南京东路街道和金陵东路街道为邻；西至成都北路，与静安区接壤；南到金陵西路、金陵中路，与卢湾区分界；北沿北京西路南侧，与南京东路街道相毗。2007年，经上海市人民政府批准，同意调整黄浦区部分街道行政区划。2月28日，《上海市黄浦区人民政府关于调整黄浦区部分街道行政区划的通告》，撤销人民广场街道，并入南京东路街道。

## 行政区划
人民广场街道下辖8个居民委员会：长江居委会、新中居委会、江阴居委会、均乐居委会、新昌居委会、振兴居委会、定兴居委会、顺天村居委会。